# Kiara Glasco
Kiara Glasco (Toronto, 2 agosto 2001) è un'attrice canadese.

## Filmografia

### Attrice

#### Cinema
- I'll Follow You Down (I'll Follow You Down), regia di Richie Mehta (2013)
- Maps to the Stars (Maps to the Stars), regia di David Cronenberg (2014)
- The Devil's Candy (The Devil's Candy), regia di Sean Byrne (2015)

#### Televisione
- Un magico Natale (Christmas Magic), regia di John Bradshaw - film TV (2011)
- Haven – serie TV, episodio 3x10 (2012)
- Copper – serie TV, 16 episodi (2012-2013)
- Hemlock Grove – serie TV, episodio 1x13 (2013)
- Warehouse 13 – serie TV, episodio 4x15 (2013)
- Bitten – serie TV, 8 episodi (2015)